# Отказники.ру
Отказники.ру («Волонтёры в помощь детям-сиротам») — благотворительный фонд, оказывающий помощь в решении проблемы социального сиротства в России.

## История
Елена Альшанская, будущий руководитель объединения волонтеров и фонда, столкнулась с проблемой детей-отказников в московской больнице в 2004 году. Речь шла о младенцах, от которых отказались родители и которые до перемещения в Дом ребёнка были вынуждены многие месяцы оставаться в больницах из-за проблем с документами или недостатка мест в Домах ребёнка. Эти дети оставались практически вне поля зрения государства и не получали никакой заботы и воспитания; не выделялось также финансирование на уход за ними.
Для помощи этим детям было организовано общественное движение «Отказники». Выяснилось, что аналогичные проблемы есть во многих больницах. Волонтеры стали не только приносить детям одежду и предметы гигиены, но и выходить на организации, защищающие права детей, искать юристов, выяснять ситуацию в соответствующих ведомствах. В 2006 году для координации работы волонтеров в разных больницах и более эффективного сбора помощи был создан интернет-сайт otkazniki.ru. На сайте волонтёры рассказывают о возможностях помощи детям в больничных и сиротских учреждениях, объявляют о текущих нуждах, организуют поездки и сборы средств, отчитываются о результатах деятельности.
В феврале 2007 года был зарегистрирован благотворительный фонд, возникший на основе движения; в 2008 году фонд получил своё нынешнее название «Волонтеры в помощь детям-сиротам». В 2012 году этот фонд помогал уже более чем 100 больницам Москвы, Подмосковья и других регионов России, в которых содержатся более 1000 отказников.
В мае 2007 году был принят Закон Московской области о внесении изменений в закон Московской области «Об обеспечении дополнительных гарантий по социальной поддержке детей-сирот и детей, оставшихся без попечения родителей, и предоставлении им полного государственного обеспечения». Согласно этому закону в бюджет было внесено финансирование содержания детей-отказников, находящихся в больницах, а также дополнительных ставок для педагогического персонала. Таким образом, был сделан шаг к решению той проблемы, с которой началась деятельность волонтерского объединения.
В настоящее время деятельность фонда направлена на содействие в решении проблем социального сиротства в России. Фонд содействует искоренению социального сиротства и обеспечению каждому ребёнку права на жизнь и воспитание в семье.
Есть три основных направления деятельности фонда, в рамках которых существует ряд различных программ:
1. профилактика социального сиротства (профилактика отказов от новорождённых в роддомах, патронаж семей в тяжёлой жизненной ситуации, продуктовая и вещевая помощь нуждающимся семьям);
2. помощь детям в больничных и сиротских учреждениях (организация лечения, ресурсное обеспечение и волонтерский уход в больницах, социализация воспитанников);
3. содействие семейному устройству (помощь в поиске приёмных родителей для детей-сирот, взаимодействие с органами опеки, консультирование и поддержка потенциальных приёмных родителей;
4. оказание информационной, методической, финансовой поддержки муниципальным органам опеки и попечительства для повышения эффективности их деятельности, направленной на внедрение и распространение семейных форм устройства детей-сирот и детей, оставшихся без попечения родителей: проект «Территория без сирот» http://opekaweb.ru).

До 2012 года включительно удалось найти семью 1312 детям, помочь в обеспечении серьёзного лечения 320 детям, предоставить разнообразную помощь (психологическую социальную, медицинскую, юридическую и материальную) 246 семьям.
В 2011 году в фонде официально стартовало несколько новых проектов. В рамках проекта «Близкие люди» (направление «Содействие семейному устройству») принимающим семьям предоставляется помощь в лечении и реабилитации детей с особенностями развития. Проект «Теплый дом» (направление «Профилактика социального сиротства») — предоставление временного жилья для женщин, которые оказались на грани отказа от новорождённого ребёнка. Программа «Профессиональное ориентирование» в рамках проекта «Социализация воспитанников» позволяет воспитанникам интернатов сориентироваться в выборе профессии.
В 2011 г. у фонда появилась собственная аналитическая группа — команда юристов. Их задача — анализировать и разрабатывать изменения в законодательстве РФ.
По состоянию на 2012—2013 г. сайт otkazniki.ru был наиболее цитируемым русскоязычным сайтом в категории «Дети, сироты», согласно данным каталога Яндекса.

## Участники, помощь
Президентом фонда является его основатель Елена Альшанская. В попечительский совет Фонда входят председатель Синодального отдела по церковной благотворительности и социальному служению Русской Православной Церкви епископ Орехово-Зуевский Пантелеимон, актриса Ольга Будина, Посол доброй воли ЮНЕСКО Александра Очирова и специалист по семейному устройству детей-сирот Галина Красницкая.
Основную роль в реализации программ фонда играют волонтеры: в фонде более 800 постоянных добровольцев, и ещё 2000 людей оказывают помощь время от времени. Волонтеры занимаются поиском информации, участвуют в акциях сбора и доставки благотворительной помощи, в поездках к детям-сиротам с мастер-классами, ведут работу с семьями в сложных жизненных ситуациях, организуют процесс обследования и лечения детей-сирот и т. д.